# God morgen Norge
"God morgen Norge" (svenska: "Godmorgon Norge") är ett norskt TV-morgonprogram. Programmet startade 24 oktober 1994 och är Norges första dagliga morgonprogram på TV.

## Programmet
"God morgen Norge" sänder på förmiddagar på kanalen norska  TV 2. Programmet visar blandad underhållning och gäster samt nyheter varje halvtimme. Programmet produceras av TV 2 själv och sänds från TV 2 sin avdelning i Oslo.

## Historia
Sändningar inleddes 24 oktober 1994 med Kjersti Bache och Ivar Steen-Johnsen som första programvärdar. 
Redan 23 oktober 1983 startade norska morgonprogrammet "Frokost-TV" som dock bara sände på lördagar.
Ett stående inslag är TV-kocken Wenche Andersen som har varit med från starten.